# Кепинский (лунный кратер)
Кратер Кепинский (лат. Kepinski) — крупный древний ударный кратер в северном полушарии обратной стороны Луны. Название присвоено в честь польского астронома Феликса Кепинского (1885—1966) и утверждено Международным астрономическим союзом в 1979 г. Образование кратера относится к нектарскому периоду.

## Описание кратера

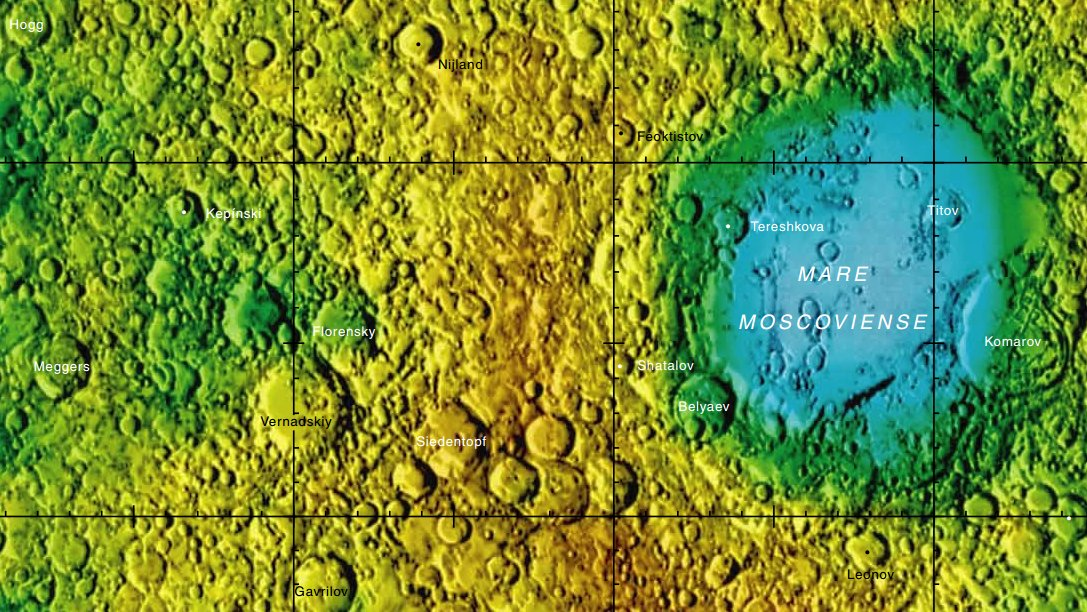
Окрестности кратера Кепинский. Фрагмент карты обратной стороны Луны.

Ближайшими соседями кратера являются кратер Иннес на западе; кратер Хогг на северо-западе; кратер Нейланд на северо-востоке; кратер Флоренский на юго-востоке; кратер Вернадский на юге-юго-востоке и кратер Меггерс на юго-западе. Селенографические координаты центра кратера 28°38′ с. ш. 126°43′ в. д. / 28,63° с. ш. 126,72° в. д., диаметр 31,7 км, глубина 2 км.
Кратер Кепинский имеет полигональную форму и сильно разрушен. Вал кратера сглажен, в южной и западной частях перекрыт группами мелких кратеров. Высота вала над окружающей местностью около 930 м.  Дно чаши относительно ровное, в чаше располагается концентрический чашеобразный кратер с центром несколько смещенным к северо-западу от центра чаши кратера Кепинский. Диаметр этого кратера составляет приблизительно половину диаметра кратера Кепинский.

## Сателлитные кратеры

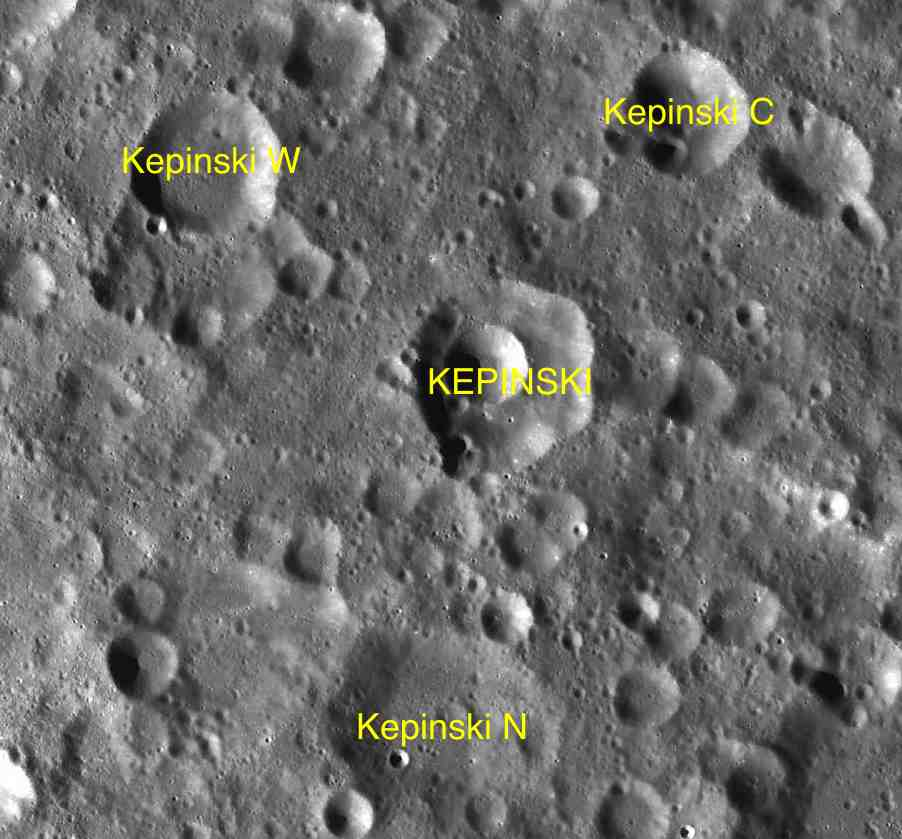
Фрагмент карты LAC-47.

| Кепинский | Координаты                                              | Диаметр, км |
| --------- | ------------------------------------------------------- | ----------- |
| C         | 30°01′ с. ш. 128°01′ в. д. / 30,02° с. ш. 128,02° в. д. | 21,9        |
| N         | 26°38′ с. ш. 126°13′ в. д. / 26,64° с. ш. 126,21° в. д. | 39,3        |
| W         | 29°53′ с. ш. 124°52′ в. д. / 29,89° с. ш. 124,86° в. д. | 26,4        |

## См.также
- Список кратеров на Луне
- Лунный кратер
- Морфологический каталог кратеров Луны
- Планетная номенклатура
- Селенография
- Минералогия Луны
- Геология Луны
- Поздняя тяжёлая бомбардировка